# Iris Tió
Iris Tió Casas (Barcelona, 2 de novembro de 2002) é uma nadadora artística espanhola.

## Carreira
Nascida em Barcelona, é filha de músicos. Aos cinco anos iniciou o nado sincronizado no Clube de Natação Kallípolis uma vez por semana, e aos nove começou a treinar diariamente. Já participou em vários campeonatos a nível europeu. Embora na categoria júnior, em 2017 em Belgrado obteve duas medalhas de bronze nas provas de dupla livre e rotina combinada, e em maio de 2018 foi proclamada campeã espanhola em solo técnico e livre no World-86 Center em Madrid, onde também se destacou nas categorias dupla, equipe e rotina combinada. No Campeonato Europeu de Natação de 2018, realizado em Glasgow, nas provas preliminares do solo livre ficou em quarto lugar.
No Campeonato Europeu de Natação de 2021, em Budapeste, estreou na modalidade dupla com Alisa Ozhogina em uma grande competição, onde estrearam a coreografia prevista para os Jogos Olímpicos, e ficou na sexta posição. Dois meses depois, participou dos Jogos Olímpicos de Tóquio 2020, das provas de natação artística em duplas e equipes. Na prova de duplas participou com Ozhogina; classificados para a final, terminaram na décima posição.
Nos Jogos Olímpicos de Verão de 2024, em Paris, conquistou a medalha de bronze na competição por equipes na natação artística, ao lado de Txell Ferré, Marina García Polo, Lilou Lluís Valette, Meritxell Mas, Alisa Ozhogina, Paula Ramírez e Blanca Toledano.